# Sphingonotus nebulosus
Sphingonotus nebulosus är en insektsart som först beskrevs av Fischer von Waldheim 1846.  Sphingonotus nebulosus ingår i släktet Sphingonotus och familjen gräshoppor.

## Underarter
Arten delas in i följande underarter:
- S. n. nebulosus
- S. n. anatolicus
- S. n. discolor
- S. n. persa
- S. n. violascens